# شان (ليختنشتاين)
شان هي أكبر بلدية في ليختنشتاين من حيث عدد السكان والمساحة، وهي تقع إلى الشمال من العاصمة فادوز في الجزء الأوسط من البلاد، في عام 2005 بلغ عدد سكانها 5,806 مما يجعلها أكبر منطقة إدارية في ليختنشتاين، وتغطي مساحة 26.8 كم ²، بما في ذلك الجبال والغابات.

## المناخ
يظهر الجدول التالي التغييرات المناخية على مدار السنة لشان:
| البيانات المناخية لـشان           | البيانات المناخية لـشان | البيانات المناخية لـشان | البيانات المناخية لـشان | البيانات المناخية لـشان | البيانات المناخية لـشان | البيانات المناخية لـشان | البيانات المناخية لـشان | البيانات المناخية لـشان | البيانات المناخية لـشان | البيانات المناخية لـشان | البيانات المناخية لـشان | البيانات المناخية لـشان | البيانات المناخية لـشان |
| الشهر                             | يناير                   | فبراير                  | مارس                    | أبريل                   | مايو                    | يونيو                   | يوليو                   | أغسطس                   | سبتمبر                  | أكتوبر                  | نوفمبر                  | ديسمبر                  | المعدل السنوي           |
| --------------------------------- | ----------------------- | ----------------------- | ----------------------- | ----------------------- | ----------------------- | ----------------------- | ----------------------- | ----------------------- | ----------------------- | ----------------------- | ----------------------- | ----------------------- | ----------------------- |
| متوسط درجة الحرارة الكبرى °م (°ف) | 2.6 (36.7)              | 4.8 (40.6)              | 9.5 (49.1)              | 13.8 (56.8)             | 18.1 (64.6)             | 21.3 (70.3)             | 23.4 (74.1)             | 22.5 (72.5)             | 19.7 (67.5)             | 14.1 (57.4)             | 8.1 (46.6)              | 3.4 (38.1)              | 13.4 (56.1)             |
| المتوسط اليومي °م (°ف)            | −0.6 (30.9)             | 1.1 (34.0)              | 4.9 (40.8)              | 8.8 (47.8)              | 12.9 (55.2)             | 16.2 (61.2)             | 18.3 (64.9)             | 17.6 (63.7)             | 14.8 (58.6)             | 9.8 (49.6)              | 4.6 (40.3)              | 0.4 (32.7)              | 9.1 (48.4)              |
| متوسط درجة الحرارة الصغرى °م (°ف) | −3.7 (25.3)             | −2.6 (27.3)             | 0.4 (32.7)              | 3.9 (39.0)              | 7.8 (46.0)              | 11.2 (52.2)             | 13.2 (55.8)             | 12.7 (54.9)             | 10.0 (50.0)             | 5.6 (42.1)              | 1.1 (34.0)              | −2.5 (27.5)             | 4.8 (40.6)              |
| الهطول مم (إنش)                   | 67 (2.6)                | 62 (2.4)                | 65 (2.6)                | 87 (3.4)                | 106 (4.2)               | 132 (5.2)               | 130 (5.1)               | 140 (5.5)               | 103 (4.1)               | 76 (3.0)                | 79 (3.1)                | 76 (3.0)                | 1٬123 (44.2)            |
| المصدر: Climate-data.org          |                         |                         |                         |                         |                         |                         |                         |                         |                         |                         |                         |                         |                         |

## معرض صور

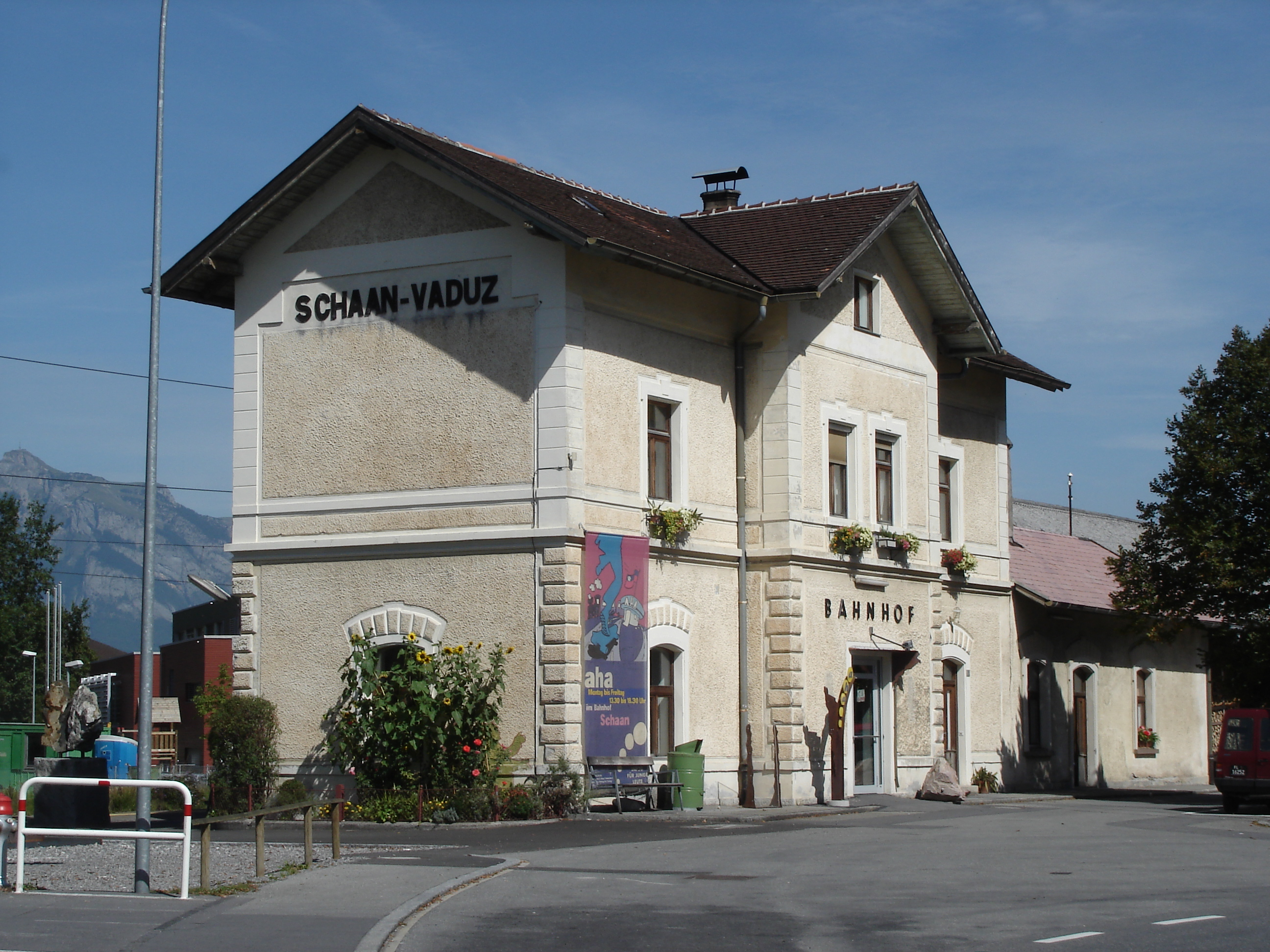
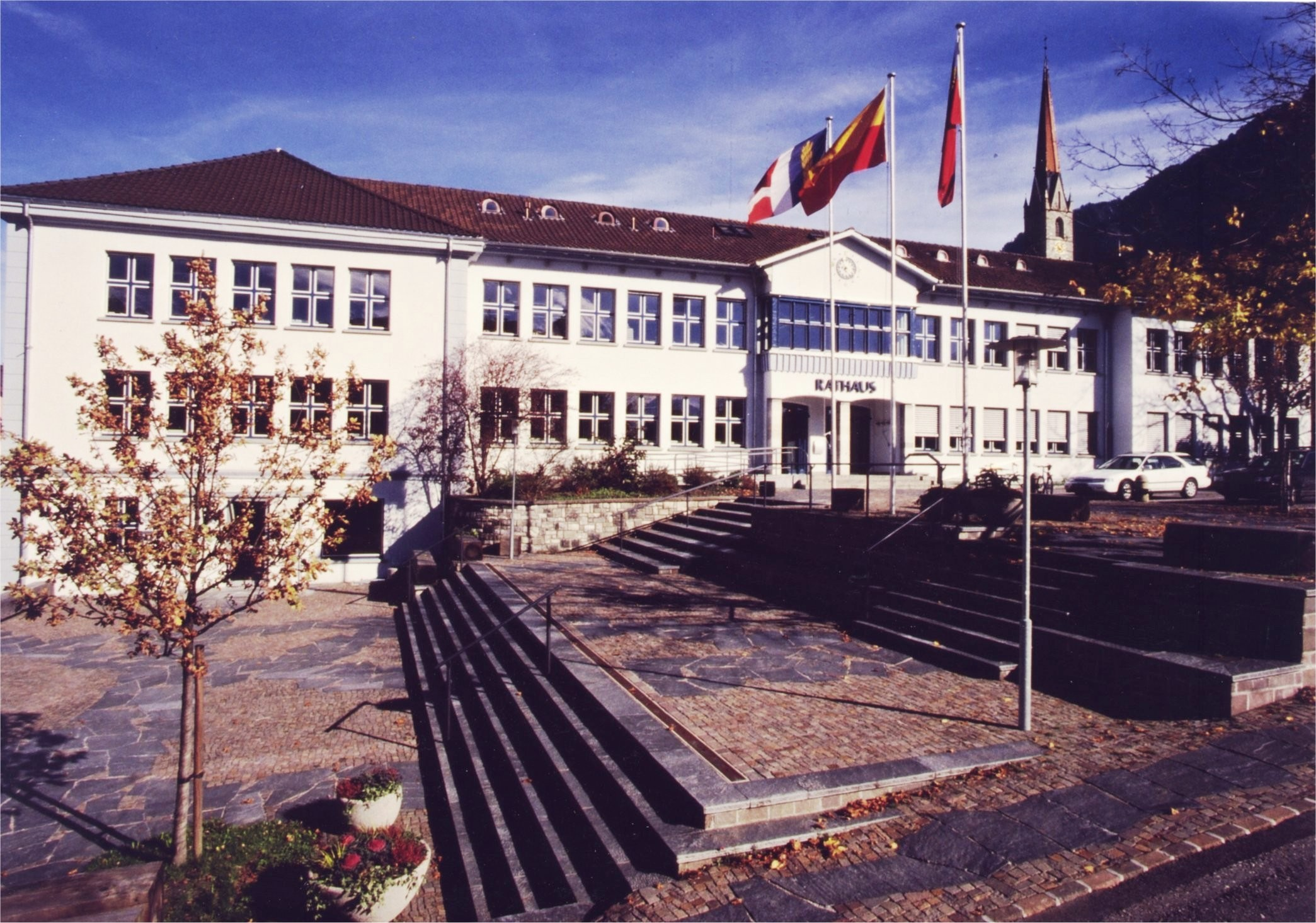
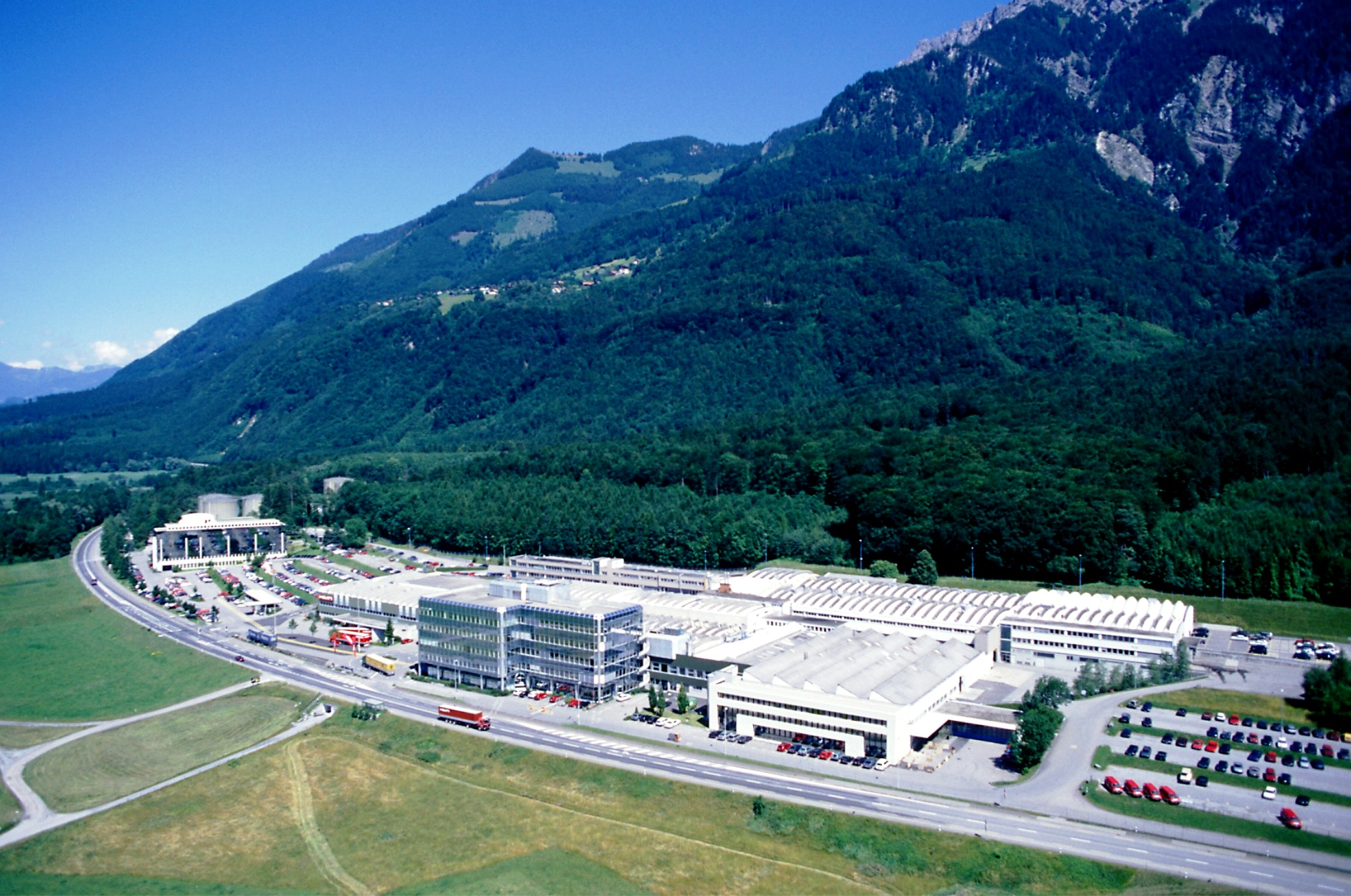
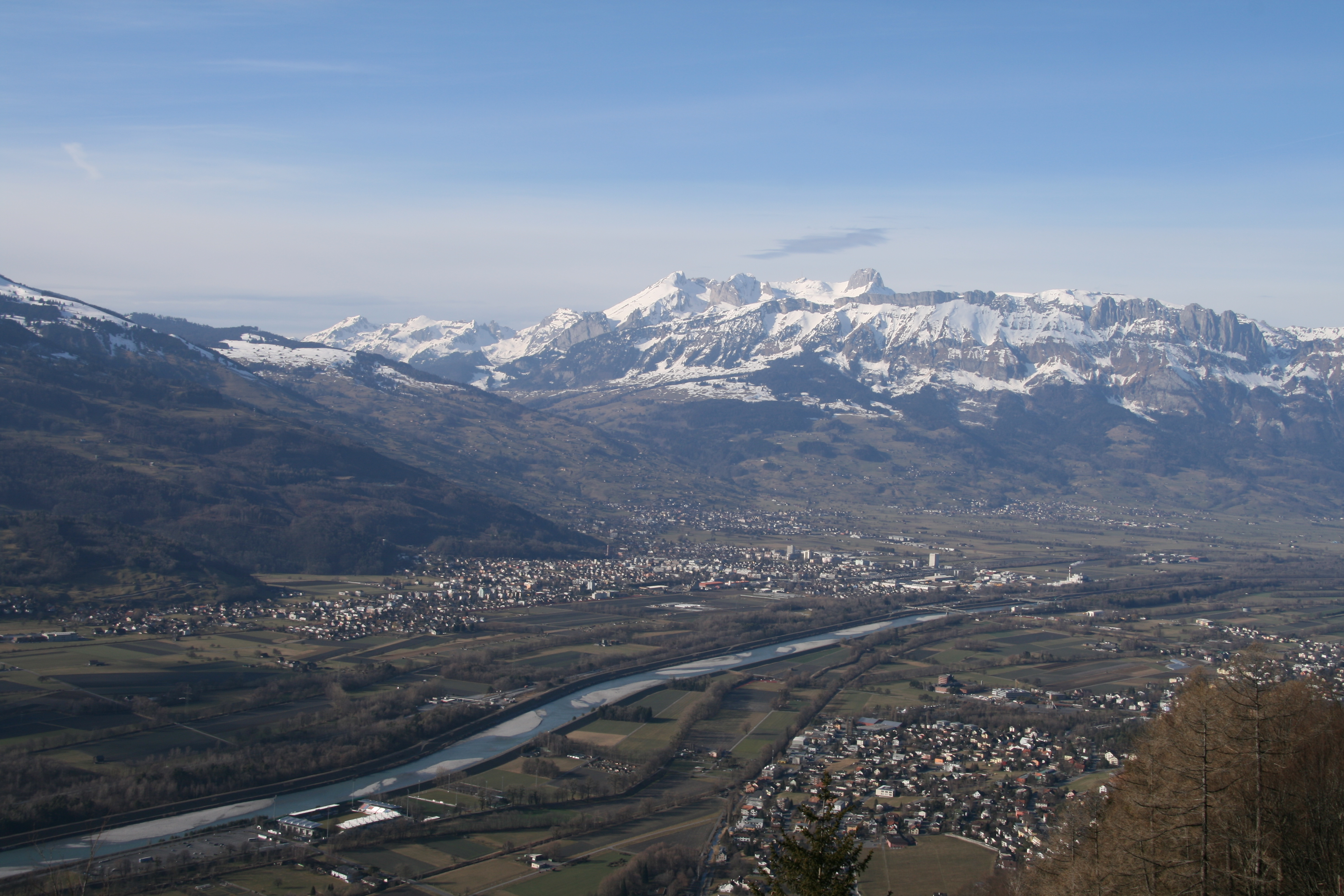

## أعلام
- أدولف شرايبر
- رومان هرمان
- ماريا فون ليندن
- ديفيد هاسلر
- روجر بيك
- جيرتا كيلر